# Kabadougou
Le Kabadougou est une région de Côte d'Ivoire, en Afrique de l'ouest, qui a pour chef lieu la ville d'Odienné.
Cette région est située au nord-ouest du pays et constitue, avec la région du Folon, le district du Denguélé. Elle est divisée en cinq départements (Gbéléban, Madinani, Odienné, Samatiguila et Séguélon). En 2021, sa population est de 289 806 habitants.

## Toponymie
Cette région tire son nom d'un royaume malinké dont la capitale était Odienné. Ce royaume a été conquis par l'empire wassoulou en 1880.

## Départements et sous-préfectures
- Gbéléban
  - Gbéléban
- Samatiguila
  - Kimbirila Sud
- Odienné
  - Samango
  - Gbéléban
  - Seydougou
  - Bougousso
  - Bako
  - Dioulatiédougou
  - Tiémé
- Madinani
  - Fengolo
  - N'Goloblasso
- Séguélon
  - Séguélon
  - Gbongaha

## Politique
Souleymane Koné (Rassemblement des républicains, RDR) est élu président du conseil régional lors de l'élection régionale d'avril 2013 avec 90,6 % des voix face au candidat indépendant Kamara Famoussa (9,4 %). Candidat unique et soutenu par le Rassemblement des houphouëtistes pour la démocratie et la paix (RHDP), Koné est réélu lors de l'élection régionale d'octobre 2018. Lors de l'élection de septembre 2023, Koné, candidat du RHDP, est réélu avec 78,0 % des voix devant le candidat indépendant Vassiliki Konaté (18,1 %) et Souleymane Koné (PDCI, 3,9 %).